# Darko Lemajić
Darko Lemajić (in serbo Дарко Лемајић?; Belgrado, 20 agosto 1993) è un calciatore serbo, attaccante dell'RFS Riga.

## Carriera
Ha giocato nella massima serie dei campionati serbo, lettone e belga.

## Palmarès

### Club

#### Competizioni nazionali
- Coppa di Lettonia: 4

Riga FC: 2018
RFS Riga: 2019, 2021, 2024
- Campionato lettone: 4

Riga FC: 2018
RFS Riga: 2021, 2023, 2024
- Coppa del Belgio: 1

Gent: 2021-2022

### Individuale
- Capocannoniere della Virslīga: 2

2018 (15 gol), 2019 (15 gol)